# Ordre n°1 du Soviet de Petrograd

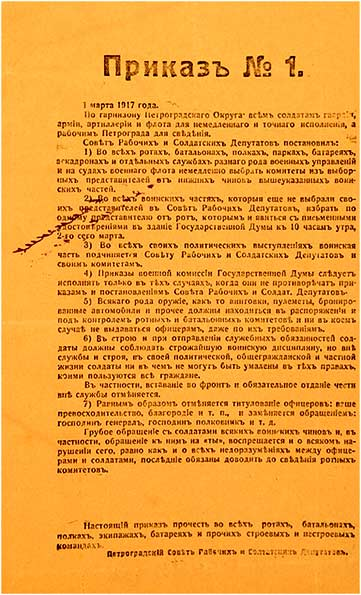
Ordre n° 1 du Soviet de Petrograd dans l'original russe

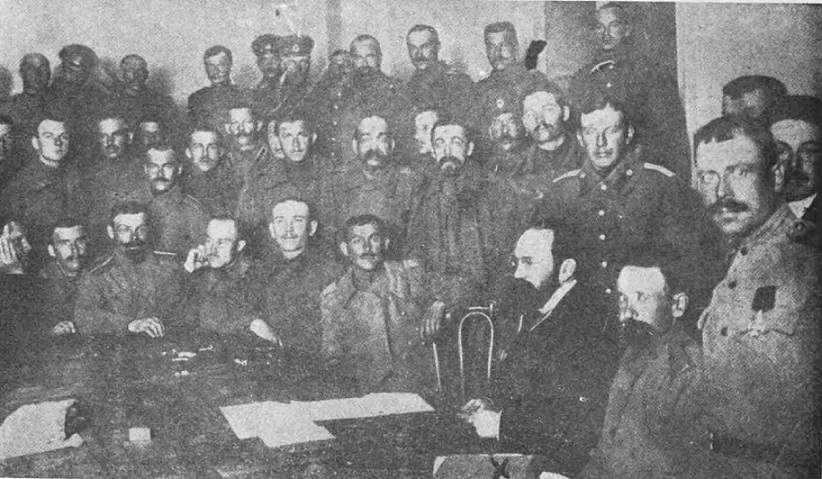
Nikolai Sokolov avec des membres de la section des soldats soviétiques rédigeant l'ordre n° 1

 (mars 2025).
L'ordre n°1 du Soviet de Petrograd (en russe : Прика́з № 1, Prikaze n°1) est le premier ordre donné par le Soviet de Petrograd après la révolution de février 1917, à la garnison du district militaire de Petrograd, le 1er mars 1917 (14 mars dans le calendrier grégorien) lors de la session plénière de la Section des ouvriers et des soldats du soviet.

## Rédaction
L'ordre n° 1 est rédigé par une commission élue par le soviet et présidée par N.D. Sokolov. L'ordre n°1 donne force de loi aux comités de soldats qui se sont créés dans l'armée impériale russe. Cela implique que les troupes sont subordonnées au Soviet des ouvriers et soldats et aux comités de soldats élus.
Les ordres donnés par la Commission de guerre de la Douma d'État ne doivent être exécutés que s'ils ne contredisent pas les ordres et les décisions du soviet. Les armes doivent être disponibles et sous le contrôle des comités de compagnie et de bataillon, et en aucun cas elles ne doivent être remises aux officiers.
Il s'agit de contrecarrer les tentatives du Comité provisoire de la Douma d'État de rétablir le pouvoir illimité des officiers des unités. L'ordre n°1 légalise les comités de soldats, reconnaît aux soldats des droits civiques, les met sur un pied d'égalité avec les officiers quand ils sont en dehors du service, interdit de s'adresser de façon grossière aux soldats et supprime les saluts obligatoires obséquieux.
La portée de l'Ordre n° 1 dépasse largement les limites de la garnison métropolitaine. Il vise à la « démocratisation » de l'armée et à l'organisation de la masse des soldats en une force active au sens soviétique. Cependant, il ne reprend pas la principale revendication des militaires, la possibilité d'élire les membres du commandement de l'armée.
Cet ordre est le signe de l'influence des socialistes-révolutionnaires et des mencheviks. Bien que la possibilité d'élire les officiers ne soit pas mentionnée, dans beaucoup d'unités, les soldats démettent les officiers de leurs fonctions et élisent leurs favoris aux postes de commandement.

## Libellé de l'ordre n° 1 du Soviet de Petrograd
« 1er mars (14e) 1917. À la garnison du district militaire de Petrograd ! À tous les soldats de la garde, de l'armée, de l'artillerie et de la marine pour une exécution immédiate et précise, aux ouvriers de Petrograd pour votre information ! Le Soviet des délégués ouvriers et soldats a décidé : 1. Dans toutes les compagnies, bataillons, régiments, batteries, escadrons, dans tous les bureaux des diverses administrations militaires ainsi que sur les navires de la marine, des comités sont élus immédiatement parmi les représentants élus des troupes ci-dessus énumérées. 2. Toutes les unités de troupes qui n'ont pas encore élu leurs représentants au Soviet des délégués ouvriers doivent élire un représentant pour chaque compagnie. Ces représentants doivent se présenter dans le bâtiment de la Douma le 2 (15 mars) à dix heures du matin avec une confirmation écrite. 3. Dans toutes les affaires politiques, chaque unité des troupes est subordonnée au Soviet des délégués ouvriers et soldats et à ses commissions. 4. Les ordres de la Commission militaire de la Douma d'État ne seront exécutés que s'ils ne contredisent pas les ordres et les résolutions du Soviet des délégués ouvriers et soldats. 5. Toutes sortes d'armes, telles que fusils, mitrailleuses, voitures blindées, etc., doivent être entre les mains et le contrôle des comités de compagnie et de bataillon et ne doivent en aucun cas être remises aux officiers, même s'ils en font la demande. 6. Dans l'exercice de leur service, les soldats doivent adhérer à la discipline militaire la plus stricte, mais en dehors de leur service, les soldats ne doivent en aucun cas être lésés dans leur vie politique, civile et privée dans les droits dont jouissent tous les autres citoyens. Le salut militaire hors service sera aboli. 7. De même, les titres d'officier : Excellence, Bien-Né, etc., sont abolis et remplacés par des expressions telles que : Général, etc. Les comportements brutaux, y compris l'utilisation du tutoiement avec les soldats, sont interdits. Ces derniers sont tenus d'informer leurs comités de compagnie de toute violation de cet ordre ainsi que de tout malentendu entre officiers et militaires. Cet ordre doit être lu dans toutes les compagnies, bataillons, régiments, batteries et autres unités militaires. Le Soviet des délégués ouvriers et soldats de Petrograd. »